# AGM-65 Maverick
Pour les articles homonymes, voir AGM.
L'AGM-65 Maverick est un missile air-sol conçu pour les missions d'appui rapproché, d'interdiction de zone et de suppression des défenses ennemies. Il offre à son lanceur une capacité de tir à distance de sécurité avec grande précision contre des cibles tactiques variées telles que blindés, défenses antiaériennes, navires, équipements de transport ou de stockage. Au cours de la guerre du Golfe, en 1991, son efficacité a été de 85 % de coups au but pour une précision d'impact de 91 cm.

## Développement
En 1965, l'United States Air Force, très déçue des performances du missile AGM-12 Bullpup, approuve le lancement de l'AGM-65, dont la fabrication est confiée à Honeywell en 1968. Les premiers tirs non-guidés ont lieu l'année suivante. En 1975, la production d'un premier lot de 17 000 AGM-65A est achevée.

## Construction

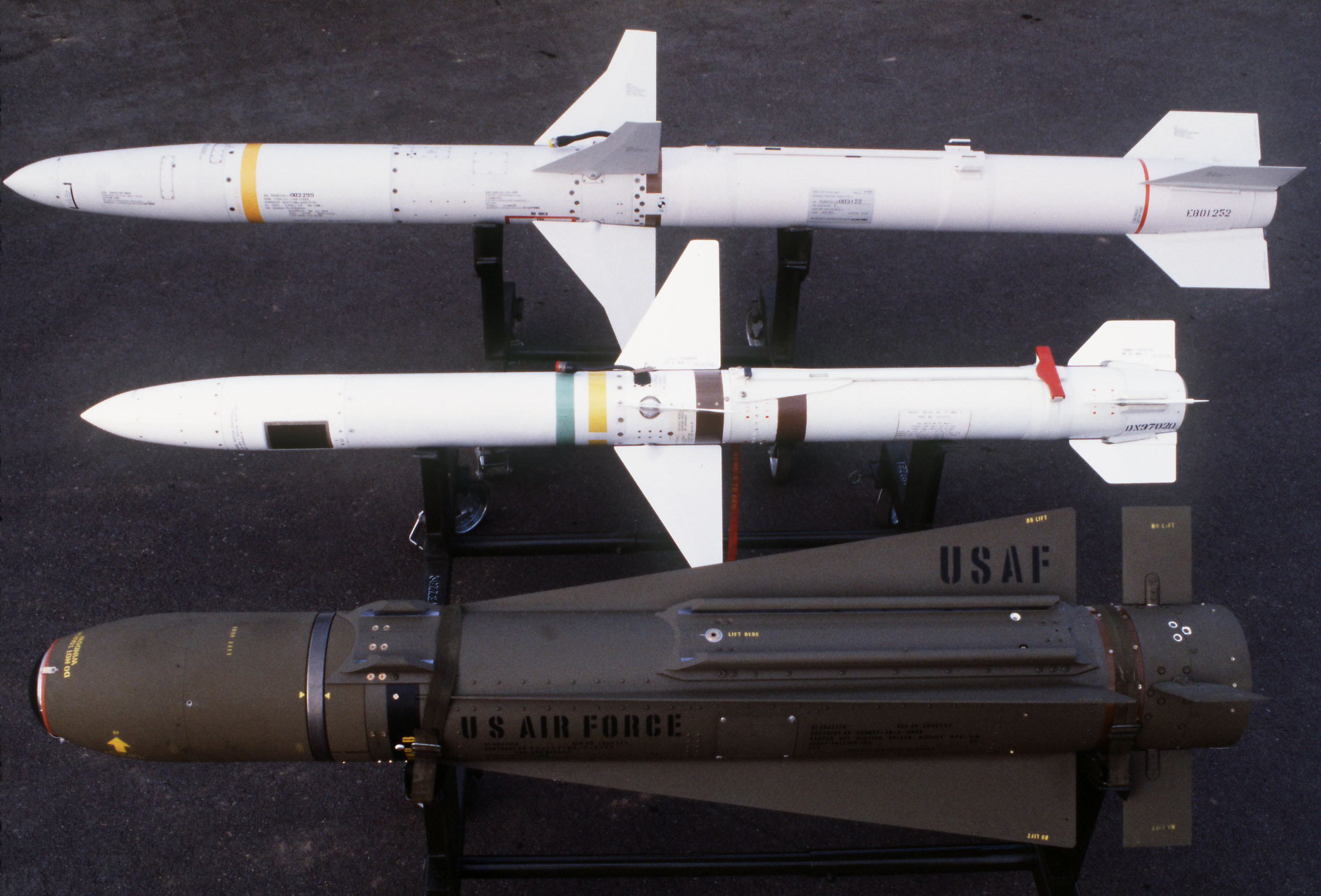
De haut en bas : AGM-88 HARM, AGM-45 Shrike et AGM-65 Maverick.

Le missile possède quatre ailes delta à faible ratio et quatre surfaces de contrôle localisées immédiatement derrière les ailes. La construction est de type modulaire, permettant de monter différents types de charges et de guidage. La première partie contient le système de guidage qui peut être électro-optique (TV), infrarouge (IR) ou laser. La section centrale contient la charge qui peut être constituée d'une charge creuse de 57 kg ou d'une charge pénétrante à haut pouvoir explosif de 135 kg. La troisième et dernière section contient la propulsion.

## Versions
- AGM-65A : 1972. Version initiale à guidage TV basée sur le contraste. Nécessite des conditions de lancement optimales qui si elles ne sont pas réunies, font perdre la cible au missile. Focale du système de guidage : 200 mm
- AGM-65B : 1975. Version améliorée de l'AGM-65A, avec un meilleur guidage TV, électronique mise à jour et focale de 400mm permettant d'acquérir la cible de plus loin.
- AGM-65C : version à guidage laser. Peut utiliser une grande variété de nacelles de guidage, incluant l'ATLIS français.
- AGM-65D : version à guidage infrarouge. Dans l'hypothèse d'une guerre en Europe, les conditions atmosphériques ne permettaient souvent pas de tirer parti du guidage TV, l'infrarouge, moins sensible aux effets atmosphériques fut donc choisie comme solution. Cette capacité la rend aussi apte au tir de nuit.
- AGM-65E : version à guidage laser emportant une tête pénétrante de 135 kg pour l'usage par le corps des Marines.
- AGM-65F : version optimisée pour l'US Navy pour un usage naval. Capteur IR + charge de 135 kg.
- AGM-65G : version en service dans l'US Air Force, le système de guidage peut verrouiller des cibles de plus grande taille. Capteur IR + charge de 135 kg.
- AGM-65H : 2003. Version améliorée du système de guidage TV.
- AGM-65J : version antinavire améliorée.
- AGM-65K : 2003. Version améliorée du système de guidage TV.
- AGM-65E2/L : 2012. Version guidée par laser semi-actif, ajoutant la possibilité d'acquérir une cible ou d'en changer durant le vol par l'aéronef ayant tiré, un autre aéronef, ou un JTAC. Offre la possibilité d'atteindre des cibles de taille réduite ou en mouvement rapide.

## Au combat
L'AGM-65A est entré en service à la fin de la guerre du Viêt Nam. Un total de 18 missiles y furent tirés pour 13 coups au but. C'est durant la guerre du Golfe que le Maverick connut son heure de gloire puisque 5 296 missiles furent tirés avec succès dans 85 % des cas pour les versions TV et IR et 66 % pour les versions laser. L'arme fut aussi utilisée par les États-Unis au Panama en 1989, au Kosovo en 1999, en Afghanistan en 2001 puis en Irak en 2003 et durant l'intervention militaire de 2011 en Libye.
Israël pour sa part a utilisé un grand nombre de Maverick durant la guerre du Kippour en 1973, au Liban en 1983 puis de nouveau au Liban en 2006 avec des scores proches de 100 %. 

L'Iran a utilisé un grand nombre de Maverick durant la guerre Iran-Irak contre des cibles terrestres comme maritimes, mobiles ou non.
La Yougoslavie a, de son côté, utilisé la quasi-totalité de son stock durant la guerre civile des années 1990, mais en posséderait encore un petit nombre en Serbie.

## Vecteurs

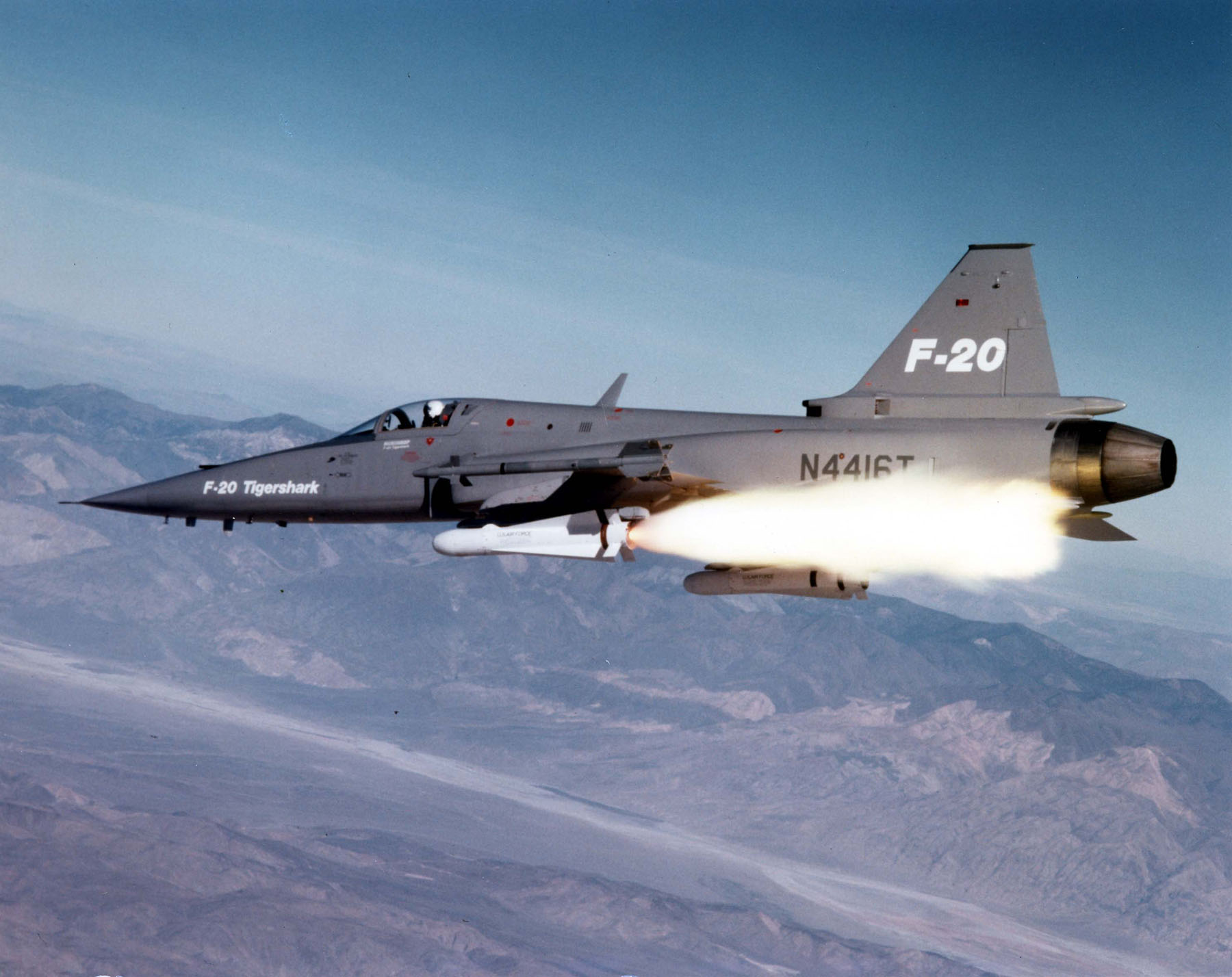
YF-20 Tigershark tirant un AGM-65 Maverick

A-4 Skyhawk, A-6 Intruder, A-7 Corsair II, AV-8B Harrier II, A-10 Thunderbolt II, F-4 Phantom, F-4G Wild Weasel, F-5 Freedom Fighter, F-15E Strike Eagle, F-16 Fighting Falcon, F/A-18 Hornet, YF-20 Tigershark, F-111 Aardvark, F-117 Nighthawk, P-3C Orion, SH-2G Seasprite, AH-1W Cobra, KAI A-50, Panavia Tornado, Harrier GR.Mk3, Aeritalia AMX, Ching-Kuo IDF, SOKO J-22 Orao, Aeritalia M-346, CASA C-101 Aviojet.

## Utilisation d'uranium appauvri
Le missile Maverick a été accusé de contenir de l'uranium appauvri. La revue de défense spécialisée Jane's a en effet publié l'information, avant de la retirer.

## Utilisateurs
Le Maverick a été exporté dans au moins 30 pays:
- Royal Australian Air Force : F/A-18[3],[4]
- Composante air : F-16 (AGM-65G)
- Royal Canadian Air Force : CF-18[5]
- Force aérienne chilienne : F-16 AM/BM MLU, F-16 Block 50+
- Force aérienne tchèque : L-159[6]
- Armée de l'air royale danoise[7] : F-16
- Armée de l'air égyptienne[7] : F-4 et F-16 (AGM-65A/B/E)
- Force aérienne grecque : F-4[8] et F-16 Blocks 30, 50, et 52+
- Armée de l'air hongroise: JAS 39
- Indonesian Air Force : F-16A/B Block 15 OCU, Hawk 209 (AGM-65B/D/G)
- Force aérienne de la république islamique d'Iran : F-4E[8] et SH-3D; Aviation de l'armée de la république islamique d'Iran : AH-1J SeaCobra
- Israeli Air Force : F-4E[8] et F-16
- Marina militare[7] : AV-8B
- Royal Jordanian Air Force[7] : F-16 MLU et F-5E/F
- Force aérienne koweïtienne[7].
- Force aérienne royale de Malaisie : F/A-18D[9], et Hawk 208
- Forces royales air[7] : F-16 Block 52+, F-5E/F
- Royal Netherlands Air Force : F-16 MLU
- Royal New Zealand Navy : SH-2G[10] ; et Royal New Zealand Air Force : A-4 (after being upgraded in the late 1980s under Projet Kahu, retired 2001)[11]
- Force aérienne pakistanaise[7] : F-16
- Marine péruvienne : Kaman SH-2G Super Seasprite (en)
- Force aérienne de la République polonaise : F-16 Block 50/52+
- Force aérienne portugaise[7] : F-16A/B Block 15 OCU et F-16AM/BM MLU
- Force aérienne roumaine[7] : F-16A/B Block 15 MLU
- Force aérienne royale saoudienne : F-5E[8] F-15E[réf. nécessaire]
- Armée de l'air serbe : J-22[12] et G-4[13]
- Force aérienne de la république de Singapour : A-4SU, F-5S, F-16C/D Block 52, F-15SG et Hunter
- Force aérienne de la république de Corée : FA-50,TA-50[14], F-16C/D Block 52D, F-15K, F-4[8]
- Armée de l'air[7] : F/A-18; et Armada espagnole : AV-8B
- Armée de l'air suédoise : AJ37[8] JAS 39
- Forces aériennes suisses : F-5E et Hunter[8]
- Force aérienne de la république de Chine (Taiwan)[7] : F-16A/B Block 20 (AGM-65G), et F-5E/F (AGM-65B)
- Force aérienne royale thaïlandaise[7] : F-16A/B Block 15 OCU/ADF et JAS 39
- Armée de l'air turque : F-16 et F-4[8]
- Armée de l'air tunisienne
- Royal Air Force : Harrier GR7[15]
- Force maritime d'autodéfense japonaise : P-1[16]

## Armes du même type
- Afrique du Sud, Mupsow
- France, AS-30L
- Japon, ASM-1 Type 80
- Russie, AS-14 Kedge/Molniya